# Vackor az első bében
A Vackor az első bében magyar televíziós papírkivágásos sorozat, amelyet a Pannónia Filmstúdió készített 1985-ben.

## Szereplők
- Vackor – Egy mackógyerek, a boglyas, lompos, loncsos és bozontos piszén-pisze kölyökmackó.
- Mackópapa – Vackor apja
- Mackómama – Vackor anyja
- Demény Eszter
- Nagy Balázs
- Kormos Luca
- Keszthelyi Dani
- Hidegkúti Márti
- Zeli Bálint
- Parancs Panni
- Domokos Matyi
- Maros Dorka
- Csukás Pista
- Zachár Zsófi

## Alkotók
- Mesélő: Márkus László (A hangfelvétel a Magyar Rádióban készült.)
- Kormos István műve alapján írta és rendezte: Cseh András
- Zenéjét szerezte: Pethő Zsolt
- Animátor-operatőr: Radvány Zsuzsa, Cseh András
- Hangmérnök: Bársony Péter
- Vágó: Hap Magda
- Figuraterv: Reich Károly
- Háttér: Papp Miklós
- Rajzolták: Czeglédi Mária, Menyhárt Katalin, Somos Zsuzsa
- Gyártásvezető: Mezei Borbála
- Produkciós vezető: Sárosi István

Készítette a Magyar Televízió megbízásából a Pannónia Filmstúdió

## Epizódok
A rajzfilmsorozatot 2006-ban DVD-n is a Mokép, majd 2011-ben az MTVA forgalmazásában kiadták.
| Sor. | Év. | Cím                                                                       | Premier              |
| --- | --- | ------------------------------------------------------------------------- | -------------------- |
| 1. | 1.  | Egy piszén pisze kölyökmackó vigasságos napjairól                         | 1988. szeptember 3.  |
| Vackort szülei óvodába adják, majd egy szép napon, az óvodás korból kinővén, társaival együtt beiratkozik a Kökörcsin utcai általános iskolába.                         |     |                                                                           |                      |
| 2. | 2.  | Első nap az első bében                                                    | 1988. szeptember 10. |
| Vackor is abba a korba ért, amikor be kell ülnie az iskolapadba. Ez pedig nagyon komoly dolog. Főleg egy apró mackónak.                                                 |     |                                                                           |                      |
| 3. | 3.  | Vackor elbeszéli szüleinek, hogy milyen az az első bé!                    | 1988. szeptember 17. |
| Vackor, a szeleburdi kölyökmackó, beszámol szüleinek első iskolai napjáról.                                                                                             |     |                                                                           |                      |
| 4. | 4.  | Vackor Csirió mókuskáról mesél a gyerekeknek                              | 1988. szeptember 24. |
| A tornatanár késik, ezért tornaóra helyett Vackor mesél a gyerekeknek, méghozzá fejből, Csirió mókuskáról.                                                              |     |                                                                           |                      |
| 5. | 5.  | Zachár Zsófi megsúgja Vackornak, hogy van egy piros mackója               | 1988. szeptember 25. |
| Vackor, a szeleburdi kölyökmackó bajba kerül, mert az órán sugdolózik Zachár Zsófival.                                                                                  |     |                                                                           |                      |
| 6. | 6.  | Vackor a táblánál, de csak tolmáccsal akar felelni                        | 1988. október 1.     |
| Az iskolában számtanórán Vackort is táblához szólítja a tanító néni. Vackor annyira izgul, hogy megkéri Eszter nénit, engedje meg, hogy Zsófi legyen a tolmácsa.        |     |                                                                           |                      |
| 7. | 7.  | Vackor véletlen találkozása Vas Pistával és Kovács Vicuval                | 1988. október 8.     |
| Vackor a játszótéren összetalálkozik volt óvodatársaival, akikkel beszédbe elegyedik. Vackor számára hamar kiderül, hogy nem mindenki szeret szembenézni az igazsággal. |     |                                                                           |                      |
| 8. | 8.  | Maros Dorka elpanaszolja Vackornak, hogy az ő neve tulajdonképpen Szilvia | 1988. október 15.    |
| Amikor Maros Donka elpanaszolja Vackornak, hogy az ő neve tulajdonképpen Szilvia, Vackor is elgondolkodik saját nevén.                                                  |     |                                                                           |                      |
| 9. | 9.  | Vackor iskolát kerül, de rettenetesen megbánja                            | 1988. október 22.    |
| Vackor egy napfényes reggelen úgy dönt, hogy iskola helyett a városban sétál, de amikor eszébe jutnak a többiek, nagyon elszomorodik.                                   |     |                                                                           |                      |
| 10. | 10. | Marci bácsi arra tanítja Vackort, hogy az életet komolyan vegye           | 1988. október 29.    |
| Vackor születésnapra hivatalos Maros Donkáékhoz, ahol Marci bácsi a tanulás fontosságára oktatja.                                                                       |     |                                                                           |                      |
| 11. | 11. | Vackor lovagi szolgálata Zachár Zsófi védelmében                          | 1988. november 5.    |
| Az iskola fenegyereke, Eörsi Pista el akarja venni Zsófi piros maciját. Több se kell Vackornak, a maga lovagias módján megfegyelmezi a gézengúzt.                       |     |                                                                           |                      |